# Мандлова, Адина

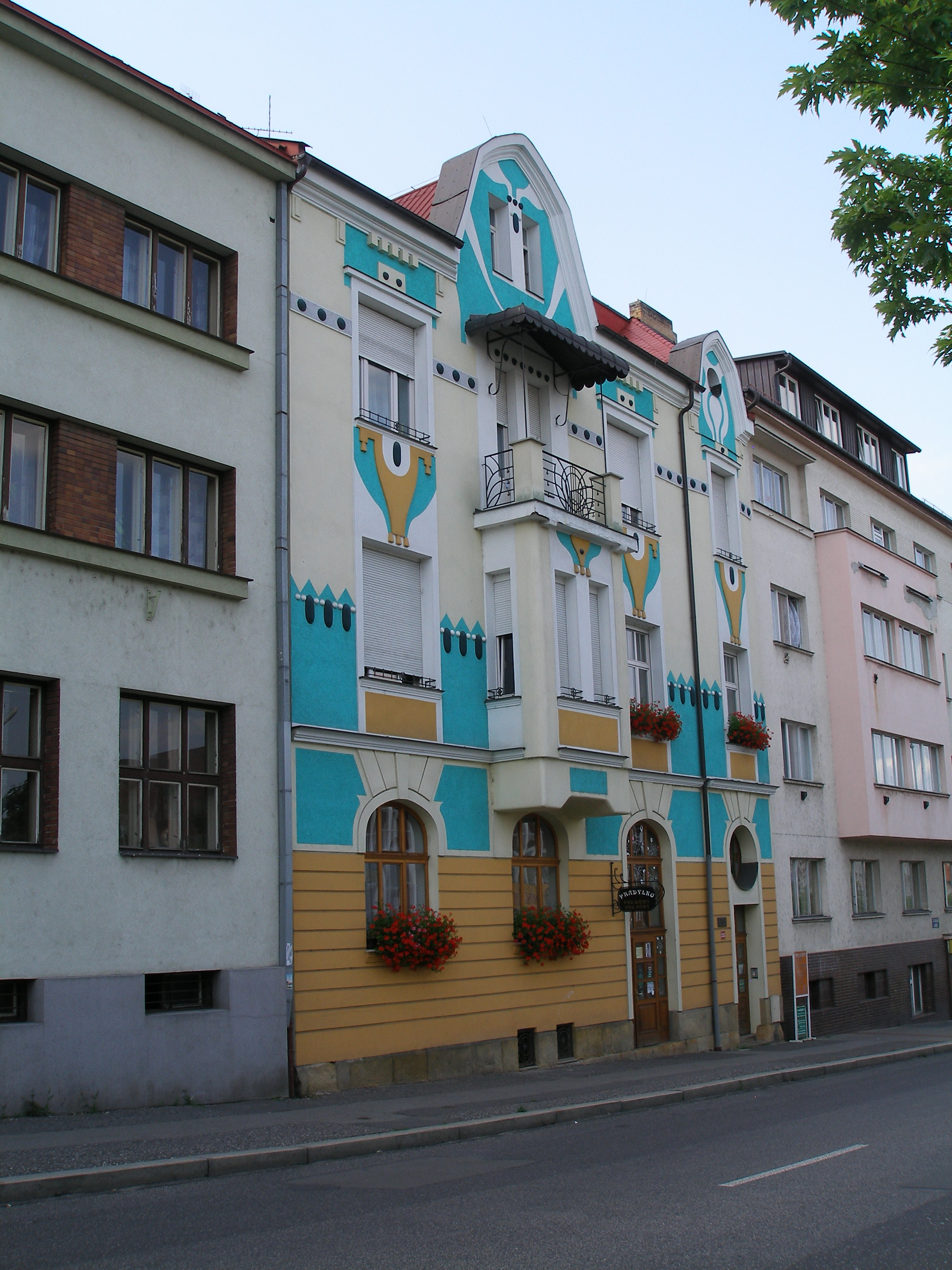
Дом рождения

Адина Мандлова (чеш. Adina Mandlová, имя при рождении Ярмила Анна Франтишка Мария Мандлова (чеш. Jarmila Anna Františka Marie Mandlová), (28 января 1910, Млада-Болеслав — 16 июня 1991, Пршибрам) — чешская актриса кино и театра.
Её жизнь была чрезвычайно бурной. Красивая, талантливая, умная, ею восхищались. «Секс-символ» 30-х, её имя успешно заполняло залы. В то же время, она была несчастной и психически неуравновешенной женщиной.

## Биография
Родилась четвёртым ребёнком в семье инспектора государственных железных дорог Яна Мандла, сразу после трех мальчиков. Отец старался дать девочке исключительное образование в области искусств, и с четырёх лет она играла на рояле. Отец умер, когда ей было восемь лет. К её четырнадцати годам мать нашла нового мужа, а в шестнадцать Адину отправили в Париж в школу-интернат для девочек, где она совершенствовала свой немецкий и французский и училась готовить. Через два года её исключили за плохое поведение. За короткий период сменив несколько школ и мест работы, она стала манекенщицей. Карьера в кино началась с фильма Йозефа Медеотти-Богача «Девушка, не говори нет!» (Děvčátko, neříkej ne!), где она сыграла манекенщицу. Особую известность, однако, получила после фильма Život je pes (1933), в котором играла вместе с Гуго Гаасом. Их связывали более чем дружеские отношения; благодаря рекомендациям Гуго многим режиссёрам её карьера росла, и она стала первой актрисой Чешского кино. Вершиной её творчества стал фильм «Kristián» (1939). Большой успех имели фильмы «Девственность»  (Panenství, 1937), «Мораль выше всего» (Mravnost nade vše , 1937), «Девушка министра» (Přítelkyně pana ministra , 1940), «Тяжкая жизнь авантюриста» (Těžký život dobrodruha , 1941), «Ночная бабочка» (Noční motýl , 1941)  и др. Вышла замуж за художника Зденека Туму, который вскоре покончил жизнь самоубийством. В театре сблизилась с актёром Владимиром Шмералем, от которого ждала ребёнка, но девочка родилась мёртвой. Во время войны она снялась в немецком кинофильме Хайнца Рюмана «Ich vertraue dir meine Frau an» под псевдонимом Lil Adina; за это её арестовали в мае 1945 и обвинили в сотрудничестве с оккупационным режимом, но из-за отсутствия состава преступления отпустили. Эмигрировала в Англию с Иосифом Кочварком, за которого вышла замуж, чтобы получить визу. На берегах Англии пара распалась, и вскоре она вышла замуж за богача Джефрейо; брак их продлился до 50-х годов. Следующим мужем стал модельер Бен Пирсон.
В 1968 году приехала в Чехословакию, чтобы сняться в единственном фильме. Отказавшись сотрудничать с коммунистическим режимом, вернулась в Англию и работала в магазине вместе с мужем. Жила на Мальте и в Канаде, пережила мужа и вернулась в Чехию в 1991 году, где и умерла в возрасте 81 года.

## Избранная фильмография
- Děvčátko, neříkej ne!, 1932
- Život je pes, 1933
- Mazlíček,1934
- Верблюд — через игольное ушко, 1936
- Mravnost nade vše, 1937
- Мир принадлежит нам, 1937
- Девственность, 1937
- Kouzelný dům, 1939
- Kristián , 1939
- Катакомбы, 1940, Настя
- Pacientka dr. Hegla, 1940
- Přítelkyně pana ministra, 1940
- Hotel Modrá hvězda, 1941
- Ночной мотылёк / Noční motýl, 1941 — Анка, она же проститутка «Кики»
- Тяжкая жизнь авантюриста / Těžký život dobrodruha, 1941 — Хелена Роханова
- Okouzlená, 1942
- Ich vertraue dir meine Frau an, 1942
- Šťastnou cestu, 1943
- The fool and the princess, 1948